# Голубицкий, Павел Михайлович
Па́вел Миха́йлович Голуби́цкий (16 [28] марта 1845, Корчева — 27 января [9 февраля] 1911, Таруса) — российский изобретатель в области телефонии, общественный деятель.

## Биография
Родился 16 (28) марта 1845 года в уездном городе Корчева Тверской губернии в семье уездного судьи поручика артиллерии Михаила Ростиславовича (?—1848) и Александры Павловны (1820—?; урожд. Дерюшкина) Голубицких. В «Большой Советской энциклопедии» и следом за ней в «Большой Российской энциклопедии» местом рождения указана Таруса.
Дед Павла Михайловича Ростислав Фомич Голубицкий происходил из обедневшей мелкопоместной дворянской семьи. Его брат, Евграф Фомич (1773—1844), был директором Московской сохранной казны.
В 1870 году окончил физико-математический факультет Петербургского университета.
С юношеских лет увлекался устройством электромагнитной аппаратуры и в 1878 году создал телефон оригинальной конструкции, так называемый телефон-вибратор. В 1878—1881 гг. работал в мастерских Бендеро-Галицкой железной дороги.
В 1882 году он сконструировал многополюсный телефон.
К этому времени телефонная связь была организована уже во многих городах мира. Однако она была низкокачественной, и в 1883 году на Мюнхенской электротехнической выставке экспертной комиссией было дано заключение, что используемые системы «пригодны для передачи звуков только на расстояния до десяти километров».
Голубицкий изучил причины неудовлетворительной работы телефонной связи и обнаружил, что низкая чувствительность и неудовлетворительная устойчивость работы телефона объясняются воздействием магнитного поля на центр мембраны, в которой образуется узел колебаний. Голубицкий изменил конструкцию, убрав источник помех. При этом конструкция нового телефона оставалась очень простой — два полюса магнита были расположены эксцентрично относительно центра мембраны, что не вызывало её дополнительных деформаций.
В том же 1883 году возможности телефона Голубицкого были продемонстрированы в Европе. Была организована пробная связь на линии Париж — Нанси. Комиссия французского морского министерства признала телефоны Голубицкого непревзойдёнными. Аппараты его конструкции успешно выдержали испытания при переговорах на расстоянии свыше 350 километров.
В 1883 году Павел Михайлович Голубицкий для нужд железных дорог разработал специальную телефонную аппаратуру, о чём получил соответствующее свидетельство:

Дано сие свидетельство Павлу Михайловичу Голубицкому в том, что в ноябре месяце прошлого 1883 г. им, Голубицким, было устроено в правлении общества Курско-Харьково-Азовской ж. д. центральное бюро на три направления и три телефонных станции с микрофонами Адера, телефонами Голубицкого и сигналами Абданка, которые прекрасно выполняли своё назначение, а именно, из бюро было возможно вызвать любую станцию, вступить с нею в разговор, дать соединение с другой станцией и по окончании их разговора получить уведомление звонком об разъединении станций. Речь передавалась ясно и громко, возвышение голоса не вредило качествам передачи речи, в чём правление уведомляет своим подписом с приложением печати.
Свидетельство железнодорожной администрации Курско-Харьково-Азовской железной дороги

Позднее телефоны Голубицкого были установлены на Николаевской железной дороге, для служебного пользования. В том же, 1883 году Голубицкий усовершенствовал микрофон, введя микрофон с угольным порошком.
В 1884 году Голубицкий начал испытания поездного телефона, позволявшего поддерживать связь с машинистом на любой железнодорожной станции.
В 1885 году им был сконструирован микрофон с гребенчатым расположением углей, предложена система питания микрофонов абонентов от общей батареи, расположенной на центральной телефонной станции. Последнее нововведение позволило создавать крупные городские телефонные сети.
В 1886 году Голубицкий изобрёл коммутатор для попарного соединения нескольких телефонных линий.
Работа над поездным телефоном была закончена в 1888 году, публичные испытания модели проходили 14 апреля на отрезке Николаевской железной дороги «Петербург 2-й» — «Обухово». Поездной аппарат был помещен в багажном вагоне состава, два стационарных аппарата были установлены на станциях «Петербург 2-й» и «Обухово».
Целью испытания было доказать, что в любом месте железнодорожного полотна можно вести разговор с обеими станциями, вместе и по отдельности. Посередине отрезка пути поезд остановили. Поездной аппарат соединили проводом с линией железнодорожного телеграфа и заземлили. Связь со станциями была установлена, на что потребовалось не более 5 минут, при повторных испытаниях на других участках время подключения удалось сократить вдвое. При подключении к линии телеграфа использовался специальный шест со стальным зажимом на конце, сконструированный Голубицким.

При испытании обе станции ответили на вызов немедленно. В телефон на поезде были продиктованы две депеши. На станциях они были тотчас же записаны и проговорены обратно для проверки. При телефоне два слуховых аппарата, дающих возможность выслушать депешу двум лицам сразу, что уменьшает вероятность ошибки. Затем поезд двинулся до станции «Обухово»; оттуда разговоры велись прямо со станцией «Петербург 2-й». Для разговора не требовалось особенного повышения голоса. Ответы слышались ясно и вполне отчетливо. Повторять одну и ту же фразу дважды не встречалось надобности. Комиссией опыт признан удавшимся вполне, что засвидетельствовано в составленном по этому поводу протоколе, подписанном всеми присутствующими.

На долгое время телефон Голубицкого стал главным оперативным средством связи на железных дорогах. В 1883 году на Николаевской железной дороге было установлено 10 аппаратов для служебных распоряжений. Также был телефонизирован участок Москва-Подольск. Телефон Голубицкого прочно вошёл в эксплуатацию.
Умер в Тарусе 27 января (9 февраля) 1911 года. Похоронен на погосте Спас-Городец у села Юрятино Тарусского уезда на берегу реки Протвы.

## Память

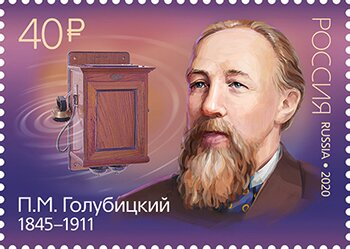
На марке изображены портрет П. М. Голубицкого и изобретённый им телефон. Художник-дизайнер А. Крадышев.Почтовая марка России 2020 года.

- 17 мая 2003 года в Калуге установлен памятник Голубицкому, в 1995 году была учреждена именная стипендия[4].
- 16 марта 2020 года в почтовое обращение вышла марка, посвящённая 175-летию со дня рождения Голубицкого Павла Михайловича. Тираж 154 тыс. экз. Изданы почтовые конверты первого дня и изготовлены штемпеля специального гашения для Москвы, Санкт-Петербурга и Калуги.

## Сочинения
- Телефонное сообщение в Берлине. — М., 1885.
- Применение телефонов на железных дорогах. — М., 1890.